# 薄叶金花茶
薄叶金花茶（学名：Camellia chrysanthoides）为山茶科山茶属的植物，为中国的特有植物。分布于中国大陆的广西等地，多生于非钙质的山地常绿林中，目前尚未由人工引种栽培。

## 异名
- Camellia longzhouensis J. Y. Luo